# Quarteto em Cy

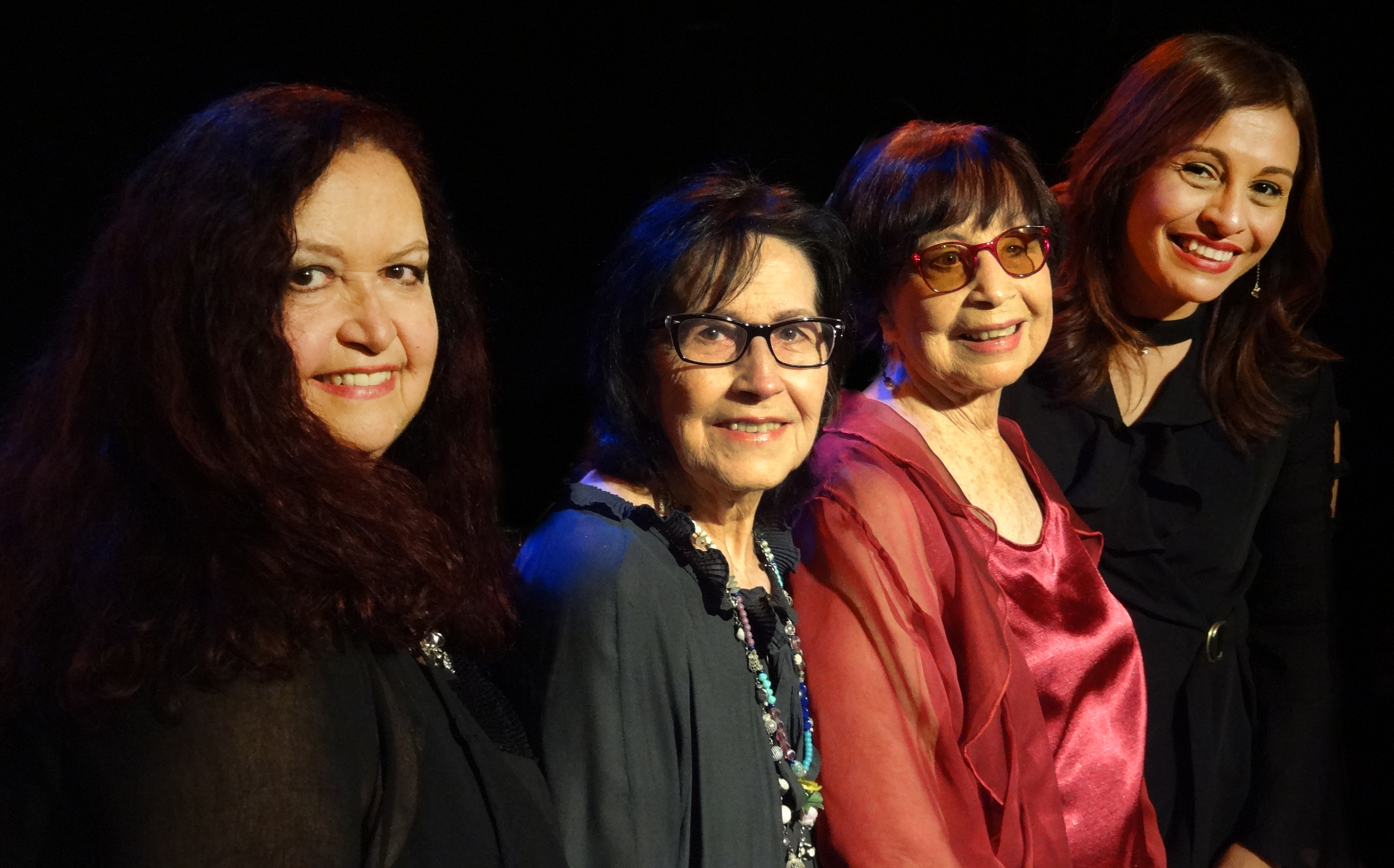
Quarteto em Cy

Quarteto em Cy (Quartett in Cy, nach einem Wortspiel von Vinícius de Moraes) ist eine vierköpfige brasilianische Frauengesangsgruppe der Música Popular Brasileira und des Bossa Nova.

## Geschichte
Die Gruppe wurde Anfang der 1960er-Jahre von den vier Schwestern Cyva, Cynara, Cybele und Cylene (de Sá Leite) gegründet. Sie traten anfangs gemeinsam mit Vinícius de Moraes, Dorival Caymmi, Baden Powell de Aquino und Oscar Castro-Neves in den „boates“ (kleinen Nachtclubs) von Rio auf, und sangen vorrangig Bossa Nova. Einige Aufnahmen aus dieser Zeit sind auf dem Plattenlabel Elenco erschienen.
1966 unternahm die Gruppe eine erfolgreiche Tour durch die USA. Nach ihrer Rückkehr nach Brasilien 1968 konnten Cynara und Cybele im Duett einige Erfolge verzeichnen, u. a. mit Chico Buarque und Tom Jobim; wegen einer bevorstehenden US-Tour mussten sie durch die Sängerinnen Cynthia and Cymíramis ersetzt werden. Jedoch trennte sich die Band 1970 in den USA.
1972 erfolgte eine Neugründung durch die Sängerinnen Cyva, Cynara, Soninha und Dorinha; Dorinha wurde im Jahr 1980 von Cybele ersetzt. Die Gruppe ist in dieser Besetzung nach wie vor mit Aufnahmen und Auftritten aktiv, u. a. mit namhaften brasilianischen Künstlern wie Caetano Veloso, Milton Nascimento, Gonzaguinha, Ivan Lins und Carlos Lyra. Die Gruppe ist besonders in Japan, den USA, Lateinamerika, Spanien und Portugal populär.

## Diskographie
- Quarteto em Cy (Album, Elenco, 1965)
- Som Definitivo (Album, Forma, 1966; zusammen mit dem Tamba Trio)
- Vinícius e Caymmi no Zum-Zum (Live-Album, Elenco, 1967)
- Aleluia 1964–66 (Compilation, El records, 2008)